# John Jacob Astor (raquetas)
John Jacob Astor (Nueva York, Estados Unidos, 20 de mayo de 1886-Cannes, Francia, 19 de julio de 1971) fue un atleta estadounidense que compitió en las pruebas de raquetas por Gran Bretaña. Astor recibió el título de primer barón Astor de Hever .
Nacido en Estados Unidos, se trasladó a Inglaterra cuando era niño, donde se convirtió en ciudadano británico en 1889. Era un típico niño inglés: jugó a las raquetas y se unió a un equipo de Críquet en el que jugó entre los años 1904 y 1905. Más tarde, pasó por Oxford y se unió a la Guardia Real, donde permaneció desde 1911 hasta 1918, cuando perdió su pierna derecha estando en servicio. Algunos años más tarde, de nuevo como un profesional de raquetas, jugó en los campeonatos de 1926 y 1927. En 1956, fue nombrado barón de Henver. A pesar de llevar el título durante seis años, abandonó el país y se trasladó a Francia, donde murió.
Astor es titular de dos medallas olímpicas que ganó en la edición británica, los Juegos Olímpicos de Londres 1908. En esa ocasión, fue campeón de la prueba raquetas en dúo junto a Vane Hungerford Pennell, y medallista de bronce en la prueba individual, ganada por Evan Noel. Esa fue la primera y la última edición de ese deporte en los Juegos Olímpicos.